# Eois nigrosticta
Eois nigrosticta är en fjärilsart som beskrevs av W. Warren 1901. Eois nigrosticta ingår i släktet Eois och familjen mätare. Inga underarter finns listade i Catalogue of Life.